# La Caja de Pandora
La Caja de Pandora ("De doos van Pandora") is een Spaanse poprockband uit Barcelona. De band wordt gezien als een van de belangrijkste componenten van de poprock binnen de Spaanse muziekscène, en in de muziek van de band zijn elementen van flamenco te herkennen.
La Caja de Pandora is opgericht in 2001 en had behoorlijk succes met het eerste album A nuestra vida otro sentío. Dit succes is daarna, door matige promotie van daarop volgende albums, niet meer herhaald. De band is niet opgeheven, maar de leden zijn voor onbepaalde duur met sabbatical.
De eerste albums werden uitgegeven door Tempo Music, de latere door Vale Music dat uiteindelijk door Universal is overgenomen.

## Bezetting
- Juan Valverde 'Juanolo' - Zanger, heeft de band verlaten in 2009.
- Paco Zárate 'Pac' - Basgitaar, gitaar en achtergrondzang
- Toni Ramos - Gitaar en achtergrondzang
- Salva Contreras 'Salva-guita' - Gitaar
- Salva González 'Salva-taca' - Drums en andere percussie
- Alexis Valverde - harmonica, accordeon en toetsen, heeft de band in 2009 verlaten.

## Discografie

### Albums
- A nuestra vida otro sintío (2001)
- Vencidos por el tiempo (2003)
- Acuérdate bien de mi cara (2006)
- No perder el norte (2008)
- Gira la noria (2008)
- El tren de tu vida (2010)

### Singles
- "No me preguntes dónde voy" (A nuestra vida otro sentío)
- "Una de cal y una de arena"
- "Barrio"
- "Ciudad desierta"
- "A nuestra vida otro sentio"
- "Como el pez" (Vencidos por el tiempo)
- "¿Cómo te ha ido?"
- "Acuérdate bien de mi cara" (Acuérdate bien de mi cara)
- "¿Dónde te escondes?"
- "El jardín de los idiotas" (No perder el norte)
- "Pá luego es tarde" (El tren de tu vida)

- International Standard Name Identifier: 0000 0000 9649 1852
- MusicBrainz: fe8aac9d-9afa-41ce-969f-38c604faf4f9
- Virtual International Authority File: 142488386